# Zohra Derdouri
Zohra Derdouri née Boumaza le 6 février 1955 à Batna, est une enseignante et femme politique algérienne.

## Carrière
En septembre 2013, Zohra Dardouri est nommée ministre de la poste et des télécommunications par le président Bouteflika,. Elle se concentre sur l'implantation des technologies de l'information et de la communication dans les zones plus isolées de l'Algérie et sur l'apport d'une connexion Internet stable et rapide à travers tout le pays. Le 14 mai 2015, elle quitte le gouvernement à la suite d'un remaniement.

## Chronologie
- 2013-14 mai 2015 : Ministre de la Poste et des Technologies de l'Information et de la Communication
- 2008-2013 : Présidente de l'Autorité de régulation de la poste et des télécommunications (ARPT)
- 1988-1992 : Directrice de l'Institut national d'informatique
- 1984-1988 : Directrice de l'Institut d'Informatique de l'Université des sciences et de la technologie Houari-Boumédiène
- 1984 : Magistère en informatique à l'Université des sciences et de la technologie Houari-Boumédiène
- 1978 : Diplôme d'Ingénieur d'État en informatique à l'Université d'Alger
- 1973 : Baccalauréat série Mathématiques au lycée Omar Racim